# Qualificazioni al campionato mondiale di calcio 2026 - CAF - girone A
Questa voce raccoglie i risultati delle partite del girone A delle qualificazioni al Campionato mondiale di calcio 2026 per la zona africana.

## Classifica
| Squadra       | Pt | G | V | N | P | GF | GS | DR  |
| ------------- | -- | - | - | - | - | -- | -- | --- |
| Egitto        | 16 | 6 | 5 | 1 | 0 | 14 | 2  | +12 |
| Burkina Faso  | 11 | 6 | 3 | 2 | 1 | 13 | 7  | +6  |
| Sierra Leone  | 8  | 6 | 2 | 2 | 2 | 7  | 7  | 0   |
| Etiopia       | 6  | 6 | 1 | 3 | 2 | 7  | 7  | 0   |
| Guinea-Bissau | 6  | 6 | 1 | 3 | 2 | 5  | 7  | -2  |
| Gibuti        | 1  | 6 | 0 | 1 | 5 | 4  | 20 | -16 |

## Risultati

### 1ª giornata
| El Jadida 15 novembre 2023, ore 20:00 UTC+1 | Etiopia       | 0 – 0 referto | Sierra Leone | Stade El Abdi (50 spett.)\| Arbitro: \| Celso Alvação \| |
| Arbitro:                                    | Celso Alvação |               |              |                                                          |

| Arbitro: | Jelly Chavani |

|                                                           |           |  |
| Salah 17’, 22’ (rig.), 48’, 69’ Mohamed 73’ Trézéguet 89’ | Marcatori |  |

| Arbitro: | Alhadi Allaou Mahamat |

|               |           |           |
| B. Traoré 61’ | Marcatori | 20’ Baldé |

### 2ª giornata
| Arbitro: | Jean-Jacques Ndala Ngambo |

|  |           |                    |
|  | Marcatori | 18’, 62’ Trézéguet |

| Arbitro: | Mohamed Athoumani |

|  |           |               |
|  | Marcatori | 39’ Rodrigues |

| Arbitro: | Lamin Jammeh |

|  |           |                                             |
|  | Marcatori | 69’ Touré 78’ (rig.) B. Traoré 90’ Ouattara |

### 3ª giornata
| Arbitro: | Godfrey Nkhakananga |

|                       |           |                   |
| Davies 12’ Kargbo 51’ | Marcatori | 35’ (rig.) Dadzie |

| Arbitro: | Peter Waweru |

|                  |           |               |
| Trézéguet 3’, 8’ | Marcatori | 57’ L. Traoré |

| Bissau 6 giugno 2024, ore 16:00 UTC+0 | Guinea-Bissau              | 0 – 0 referto | Etiopia | Stadio 24 settembre\| Arbitro: \| Djindo Louis Houngnandande \| |
| Arbitro:                              | Djindo Louis Houngnandande |               |         |                                                                 |

### 4ª giornata
| Arbitro: | Chelanget Sabila |

|            |           |             |
| Dadzie 29’ | Marcatori | 31’ Wondimu |

| Arbitro: | Mahmood Ali Mahmood Ismail |

|           |           |           |
| Baldé 42’ | Marcatori | 70’ Salah |

| Arbitro: | Lahlou Benbraham |

|                                     |           |                         |
| Ouattara 41’ L. Traoré 45+2’ (rig.) | Marcatori | 58’ Kargbo 88’ Bakayoko |

### 5ª giornata
| Arbitro: | Daniel Nii Laryea |

|                                         |           |              |
| Bundu 19’ Mu. Kamara 61’ I. Turay 90+6’ | Marcatori | 68’ Monteiro |

| Arbitro: | Abdel Aziz Bouh |

|                                                           |           |                     |
| Tiendrébéogo 12’ B. Traoré 33’ Zougrana 47’ L. Traoré 67’ | Marcatori | 88’ (rig.) Akinbinu |

| Arbitro: | Patrice Milazar |

|  |           |                    |
|  | Marcatori | 31’ Salah 40’ Zizo |

### 6ª giornata
| Arbitro: | Samuel Uwikunda |

|              |           |                   |
| Banjaqui 36’ | Marcatori | 6’, 73’ L. Traoré |

| Arbitro: | Luxolo Badi |

|                                                       |           |              |
| Desta 19’, 52’, 70’ (rig.) Nasir 34’, 37’, 58’ (rig.) | Marcatori | 51’ Akinbinu |

| Arbitro: | Ahmad Heeralall |

|            |           |  |
| Zizo 45+2’ | Marcatori |  |

### 7ª giornata
| Bissau 4 settembre 2025, ore 16:00 UTC+0 | Guinea-Bissau | – referto | Sierra Leone | Stadio 24 settembre |

| Bissau 5 settembre 2025, ore 16:00 UTC+0 | Gibuti | – referto | Burkina Faso | Stadio 24 settembre |

| Il Cairo 5 settembre 2025, ore 21:00 UTC+2 | Egitto | – referto | Etiopia | Stadio Internazionale del Cairo |

### 8ª giornata
| Bissau 8 settembre 2025, ore 16:00 UTC+0 | Guinea-Bissau | – referto | Gibuti | Stadio 24 settembre |

| Paynesville 9 settembre 2025, ore 13:00 UTC+0 | Sierra Leone | – referto | Etiopia | Samuel Kanyon Doe Sports Complex |

| Ouagadougou 9 settembre 2025, ore 16:00 UTC+0 | Burkina Faso | – referto | Egitto | Stadio 4 agosto |

### 9ª giornata
| ottobre 2025 | Gibuti | – | Egitto |  |

| ottobre 2025 | Sierra Leone | – | Burkina Faso |  |

| ottobre 2025 | Etiopia | – | Guinea-Bissau |  |

### 10ª giornata
| ottobre 2025 | Burkina Faso | – | Etiopia |  |

| ottobre 2025 | Gibuti | – | Sierra Leone |  |

| ottobre 2025 | Egitto | – | Guinea-Bissau |  |